# Live at Brixton Academy (album của Dido)
Live at Brixton Academy (còn được phát hành dưới tên Dido Live ) là một album trực tiếp và DVD của nữ ca sĩ Dido, được phát hành vào năm 2005. Album được ghi âm trong suốt 3 đêm tháng 8, 2004, tại Brixton Academy ở Luân Đôn trong chuyến lưu diễn Life for Rent. DVD phát hành cùng với một CD audio bổ sung bao gồm 12 bản nhạc được thu lại từ DVD.

## Danh sách bài hát

### DVD
1. "Stoned" – 5:58
2. "Here with Me" – 4:35
3. "See You When You're 40" – 5:55
4. "Life for Rent" – 3:55
5. "Hunter" – 4:16
6. "Isobel" – 4:48
7. "My Life" – 3:18
8. "Honestly OK" – 7:09
9. "Don't Leave Home" – 4:20
10. "Mary's in India" – 3:30
11. "Take My Hand" – 5:53
12. "Thank You" – 4:09
13. "Sand in My Shoes" – 5:17
14. "White Flag" – 4:16
15. "Do You Have a Little Time" – 2:43
16. "All You Want" – 3:55
17. "See the Sun" – 6:06

### CD
1. "Stoned" – 5:58
2. "Here with Me" – 4:35
3. "See You When You're 40" – 5:55
4. "Life for Rent" – 3:55
5. "Isobel" – 4:48
6. "Honestly OK" – 7:09
7. "Take My Hand" – 5:53
8. "Thank You" – 4:09
9. "Mary's in India" – 3:30
10. "Sand in My Shoes" – 5:17
11. "White Flag" – 4:16
12. "See the Sun" – 6:06

## Những người thực hiện
- Dido - hát chính
- Vini Miranda - Guitar
- Keith Golden - Bass guitar
- John Deley - Keyboards
- Alex Alexander - Drums
- Jody Linscott - Đảm nhiệm dàn nhạc

## EP
Một EP có tên là Dido Live, với ba trong số 17 bản có trong DVD, được phát hành độc quyền dưới dạng tải nhạc số thông qua cửa hàng iTunes vào ngày 21 tháng 6 năm 2005.

### Danh sách bài hát
1. "Here with Me" – 4:35
2. "See You When You're 40" – 5:55
3. "See The Sun" – 6:06